# 能智房代
能智 房代（のうち ふさよ、1975年10月3日 - ）は、日本の元女子プロレスラー。東京都大田区出身。身長158cm・体重58kg。血液型はO型。

## 経歴・戦歴
1992年に平成4年組として全日本女子プロレスに入門。同年11月19日、東京・葛飾区総合スポーツセンター大会の対沼田三絵美・長谷川智香子組戦でデビュー（パートナーは神谷美織）。しかしその後、膝を負傷して欠場する。
対抗戦真っ盛りの翌1993年7月、復帰するにあたってJWP女子プロレスへの入団を希望し、全女・松永高司会長とJWP・山本雅俊代表の話し合いによりJWP女子プロレスへの円満移籍となる。JWP女子プロレス所属選手としてのデビュー戦は同9月23日の対キューティー鈴木戦。
怪我などにより引退した選手が他団体にて再デビューする事例はいくつかあったものの、能智のようにキャリア1年未満の選手が他団体への移籍は前例が無く、松永会長へ幾度も移籍の嘆願をした能智の筋を通そうとする姿勢や「松永会長と私（山本代表）・全女とJWPの信頼関係があったからこそ実現出来たんです」とJWP・山本代表は後述している。
団体対抗戦時代の若手の登竜門であった全日本ジュニア王座、JWP若手選手の登竜門であったJWP認定ジュニア王座に数回挑戦をしているが、当時のJWPでは同期のキャンディー奥津や1年後輩の矢樹広弓・2年後輩の日向あずみなど、若くして才能を開花させていた選手達が複数いたこともあり、ベルト戴冠には至らず同期選手や後輩選手たちの後塵を拝することが多かった。1995年からは、本名の外山寿美代から改名した「さぶろう」との「さぶちゃんふさちゃん」コンビで独自路線を築いている。1996年12月8日の全女・両国国技館大会では全女時代のかつての同期・チャパリータASARIの持つWWWA世界スーパーライト級王座に挑戦して善戦するも敗北。同年12月28日、JWP後楽園ホール大会をもってさぶろうと共に引退し、全女時代同期だった前川久美子・チャパリータASARIもリングへ上がって能智に労いの花束を贈呈した。引退後は結婚をして主婦業に専念している。
1999年3月28日に後楽園ホールで行われた福岡晶引退興行に子連れで姿を現し、挨拶をする。またリング上で「さぶろう」とも再会し、久々に「さぶちゃんふさちゃん」コンビが顔を揃えた。

## 得意技
- ドロップキック
コーナーの相手への串刺し式、コーナートップからのミサイルキックを得意とする
特にミサイルキックは新人時代の必殺技として使用していた
- ジャーマン・スープレックス
- サイド・スープレックス
コーナートップからの雪崩式も使う
- セントーン
ダウン中の相手に自らロープに走って仕掛けるタイプや、コーナーのトップから仕掛けるダイビング式などを愛用していた
- 回転エビ固め

## 入場テーマ曲
- 「HEAVEN'S GATE」…「PURE HEART」JWP女子プロレステーマ曲集に収録
- 「Woman From Tokyo」Deep Purple